# Barbara Kwietniewska
Barbara Kwietniewska (ur. 17 lipca 1955 w Kielcach) – polska lekkoatletka, sprinterka i płotkarka, czterokrotna mistrzyni Polski.

## Kariera
Specjalizowała się w biegu na 400 metrów, choć odnosiła sukcesy w biegu na 400 metrów przez płotki. Na mistrzostwach Europy juniorów w Duisburgu zdobyła brązowy medal w sztafecie 4 × 400 metrów (sztafeta biegła w składzie: Grażyna Siewierska, Genowefa Nowaczyk, Bernarda Zalewska i Kwietniewska).
Startowała w finale Pucharu Europy w 1977 w Helsinkach, gdzie zajęła 3. miejsce w sztafecie 4 × 400 metrów, a także w finale Pucharu Europy w 1979 w Turynie, gdzie w tej samej konkurencji zajęła 6. miejsce.
Mistrzyni Polski w biegu na 400 metrów przez płotki w 1980 oraz w sztafecie 4 × 400 metrów w 1976, 1978 i 1979, wicemistrzyni w biegu na 400 metrów w 1976 i 1979, brązowa medalistka w biegu na 400 metrów przez płotki w 1979. Była również wicemistrzynią Polski w hali w biegu na 400 metrów w 1977 i 1979.
Rekordy życiowe:
| Konkurencja                     | Data i miejsce            | Wynik |
| ------------------------------- | ------------------------- | ----- |
| bieg na 200 metrów              | 18 czerwca 1976, Warszawa | 24,79 |
| bieg na 400 metrów              | 11 sierpnia 1979, Poznań  | 53,36 |
| bieg na 400 metrów przez płotki | 31 sierpnia 1980, Łódź    | 58,18 |

Była zawodniczką klubów kieleckich: Budowlani, AZS, Novi, Lechia i Łysogóry.